# Claudia Macías
Claudia Macías Hermosillo (México, 22 de julio de 1992) es una jugadora de balonmano mexicana especialista en la disciplina de balonmano playa. Macías se postuló para el Partido Verde Ecologista de México en las elecciones del 2021 a la Cámara de Diputados por el distrito 4 del Congreso de la Unión, pero no obtuvo los votos suficientes para ganar el cargo. 

## Balonmano
Claudia Macías jugó en el Instituto Superior de Educación Normal de Colima (ISENCO) uno de los bastiones de balonmano ubicado en Colima, México. En los Juegos Olímpicos Nacionales del 2011, Macías y su equipo llegaron a la final.  En el 2022 también participaron en la final del campeonato mexicano.

## Balonmano playa
Macías ha tenido más participación en el balonmano playa, su primer evento con relación a este deporte fue en el Campeonato Panamericano del 2014 en Asunción, México. Ha participado regularmente en competiciones internacionales desde el 2018. Desde el Campeonato Panamericano del 2018 en Oceanside, ella ha sido de manera consistente uno de los jugadores seleccionados.  En California alcanzaron las semifinales y finalmente consiguieron el cuarto puesto, con el cual también se clasificaron por primera vez para El Campeonato Mundial. de Kazán, Rusia.  En el campeonato de Kazán, México perdió todos los partidos de la ronda preliminar, con sólo una victoria en un partido contra Vietnam y también perdió dos de los tres partidos de la ronda de consolación, con sólo una victoria contra Estados Unidos. Continuaron los partidos de clasificación, en los que primero vencieron a Taiwán y después perdió ante Uruguay, quedando en el puesto 12. Al año siguiente, Macías ganó con México la medalla de plata en el primer Campeonato de Balonmano playa de América del Norte y del Caribe en el 2019 en Chaguanas, Trinidad y Tobago, tras una derrota final ante Estados Unidos. Esto significó clasificarse nuevamente para el Campeonato Mundial del 2020 en Pescara, Italia que fue cancelado debido a la pandemia de COVID-19 .
Después de un largo receso a causa de la pandemia, el juego internacional de México solo se reanudó en el Campeonato de Balonmano Playa de América del Norte y del Caribe del 2022. Esta vez Macías volvió a llegar con México a la final contra Estados Unidos, en esta ocasión ganaron y se llevaron el título de campeón. Esto significó que México se clasificó para el Campeonato Mundial del 2022 en Heraklion, Creta, para los Juegos Mundiales del 2022 en Birmingham y los primeros Juegos de Playa en Centroamérica y el Caribe del 2022 en Santa Marta, Colombia. En el Mundial del 2022, México volvió a perder los tres partidos de la ronda preliminar y solo pudo ganar uno de los partidos de la ronda de consolación, esta vez contra Australia. A los partidos de clasificación también les siguieron inicialmente derrotas contra Tailandia, Vietnam, y México; sólo evitó el último puesto gracias a otra victoria contra Australia. Macías todavía pudo lograr algunos éxitos personales durante ese torneo, fue la jugadora más precisa del torneo en tiros de penalti, también se ubicó entre las diez mejores jugadoras de 15 en los puntajes especiales y fue la 27a en la clasificación de puntos para el jugador más valioso del torneo.  Los Juegos Mundiales siguieron apenas dos semanas después, México perdió cuatro de sus cinco partidos de la fase de grupos y en el partido siguiente por el quinto y, por tanto, penúltimo puesto, sólo derroto a Australia, como ocurrió en el Mundial. Con 56 puntos anotados en seis partidos, Macías fue la tercera mejor anotadora de su equipo detrás de Itzel Vargas y Edna Uresty . El torneo finalizó en los Juegos Centroamericanos y del Caribe de Mar y Playa, México ganó aquí los primeros cuatro de sus cinco partidos de la ronda preliminar y sólo perdió el último partido contra Puerto Rico, por el cual no pudo ocupar el primer lugar. Después de una victoria en las semifinales contra República Dominicana, en la final hubo una victoria segura sobre los anfitriones Venezuela y, con ello, el segundo título del año. Por primera vez en este torneo, Macías tuvo que ceder una mayor cuota de juego a su compañera en esta posición, Ana Hernández, y con 43 puntos en siete partidos, se quedó esta vez justo detrás de Hernández, siendo la cuarta mejor goleadora mexicana detrás de Uresty y Vargas. Junto a Gabriela Salazar, Lucía Berra e Itzel Vargas, Macías fue una de las cuatro jugadoras que jugaron en los siete torneos entre 2018 y 2022.